# 11th Hussars
11th Hussars (Prince Albert's Own) var ett kavalleriregemente i Brittiska armén. Det sattes upp 1715 som ett dragonregemente och tjänstgjorde till 1969 då det slogs samman med 10th Royal Hussars (Prince of Wales's Own) för att bilda Royal Hussars (Prince of Wales's Own).
| Namn                                            | Datum     |
| ----------------------------------------------- | --------- |
| Colonel Philip Honeywood's Regiment of Dragoons | 1715–1751 |
| 11th Regiment of Dragoons                       | 1751–1783 |
| 11th Regiment of Light Dragoons                 | 1783–1840 |
| 11th Hussars (Prince Albert's Own)              | 1840–1969 |

## Personer förknippade med förbandet
- James Brudenell, 7:e earl av Cardigan [2]
- Prins Michael av Kent[3]
- Antony Beevor[4]